# Катастрофа Ан-12 под Бадой
Катастрофа Ан-12 под Бадой  — авиационная катастрофа, произошедшая 5 августа 1994 года близ Бады. Военно-транспортный самолёт Ан-12 военно-воздушных сил России выполнял рейс по маршруту Джида — Бада — Чита, но при заходе на посадку в Бадинском аэродроме лайнер врезался в сопку и полностью разрушился. Погибли все 47 человек на борту — 41 пассажир и 6 членов экипажа.

## Экипаж
- Командир корабля — капитан Сушков Александр Владимирович. 32 года (родился 13 декабря 1961 года), лётчик 1-го класса, в 1983 году закончил Балашовское ВВАУЛ. Общий налёт 1693 часа, в том числе 1493 часа на самолётах Ан-12.
- Помощник командира корабля — старший лейтенант Потапов Юрий Витальевич. Военный летчик 3-го класса.
- Штурман — лейтенант Куликов Павел Константинович. Военный штурман 3-го класса.
- Старший бортовой техник — капитан Обухов Николай Павлович, бортовой специалист 1-го класса.
- Бортовой техник по авиационному и десантному оборудованию — Яцечко Владимир Владимирович. Бортовой специалист 1-го класса.
- Воздушный радист — прапорщик Локтионов Виктор Васильевич. Бортовой специалист 1-го класса.

## Катастрофа
Ан-12 (заводской номер — 00347001) 36-го отдельного смешанного авиационного полка выполнял перелёт из Джиды в Читу с промежуточной посадкой в Баде, а на его борту находились 6 членов экипажа и 41 пассажир — группа офицеров. В 9 утра по местному времени самолёт вылетел из Джиды.
В Баде стояла сплошная облачность с нижней границей 400—500 метров и нижняя переменная облачность. Чтобы определить возможность посадки, командир Сушков принял решение выполнить контрольный заход. Руководитель полётов разрешил заход до дальнего привода. При выполнении данного захода на удалении 17 километров Ан-12 уклонился влево на 500 метров. На месте руководителя зоны посадки в это время находился штатный руководитель полётов, который начал давать команды для выхода на посадочный курс. В 8—9 километрах от аэродрома самолёт летел на высоте 500 метров со скоростью 270 км/ч по курсу 281° и при угле атаки 12°. При исправлении отклонения по глиссаде вертикальная скорость снижения была установлена на 6 м/с и не исправлена, когда был выполнен вход в глиссаду. Когда диспетчер дал команду «Влево на посадочный», то лётчики выполнили её с задержкой, к тому же крен составил всего 2—5°. Из-за этого Ан-12 уклонился от посадочного курса, а в 6 километрах от аэродрома его засветка исчезла с экрана радиолокатора, так как была засвечена рельефами местности. Хотя экипаж и доложил о контроле за глиссадой снижения, но в случае исчезновения засветки на радиолокаторе диспетчер должен был дать команду об уходе на второй круг. Однако эта команда так и не была передана.
На скорости 260—270 км/ч (вместо установленных не менее 290 км/ч) самолёт снизился до высоты 300 метров, что составляло метеорологический минимум экипажа. Земля не наблюдалась, но тем не менее снижение было продолжено и вскоре Ан-12 опустился под безопасную высоту — 250 метров. До столкновения оставалось 16 секунд, когда угол атаки увеличился до 15°, после чего машина резко со скольжением и не меняя курса уклонилась до 400 метров вправо. Экипаж восстановил скорость и убрал крен, продолжив при этом снижение. Ан-12 летел с приборной скоростью 260 км/ч и снижался с вертикальной 3—4 м/с, когда в 5,2 километрах от полосы и в 430 метрах правее посадочного курса он врезался крылом в вершину сопки высотой 140 метров. Ударившись о землю, самолёт взорвался и сгорел, при этом все 47 человек на борту погибли.

## Причины
Согласно заключению комиссии, катастрофа произошла из-за ошибки экипажа, который, не наблюдая землю, снизился ниже высоты, установленной его метеоминимумом, а также нарушал выдерживание режима полёта при следовании по посадочному курсу. Помимо этого, был выявлен ряд нарушений, в том числе:
- Экипаж не имел юридического права выполнять перевозку пассажиров;
- Несмотря на наличие опасных явлений природы, старший начальник принял решение выполнять заход на посадку ниже метеорологического минимума экипажа;
- Состав руководства ГРП не был укомплектован полностью, а управление в зоне посадки выполнялось диспетчером, не имеющим допуска;
- Плохая работа метеообеспечения;
- Непрофессиональные действия сокращённого расчёта ГРП при управлении экипажем при заходе на посадку.